# Reuzenzwam
De reuzenzwam (Meripilus giganteus) is een saprofyte, parasiterende schimmel uit de familie Meripilaceae. Ze veroorzaakt vooral witrot in loofbomen, maar kan ook coniferen aantasten. Het grote, snel vergaande eenjarige vruchtlichaam heeft een groot aantal hoeden die in rozetten bijeen staan. De reuzenzwam heeft een groot verspreidingsgebied en is een algemene soort in een groot gebied van Europa.

## Kenmerken
De reuzenzwam is te herkennen aan het grote vruchtlichaam van 50 tot 200 centimeter doorsnede en een hoogte van 20 tot 80 centimeter. Ze bestaat uit een groot aantal platte, halfronde tot waaiervormige hoeden die uit een centrale knol groeien. Elke hoed heeft een doorsnede van 20 tot 80 centimeter, een breedte van 10 tot 30 centimeter en een dikte van één tot drie centimeter. De bovenzijde is aanvankelijk bleek- tot kastanjebruin, maar wordt donkerroodbruin en concentrisch gezoneerd naarmate de hoed ouder wordt. Het oppervlak is golvend en viltig. De scherpe, golvende rand is wittig tot zwart en is vaak gekerfd.

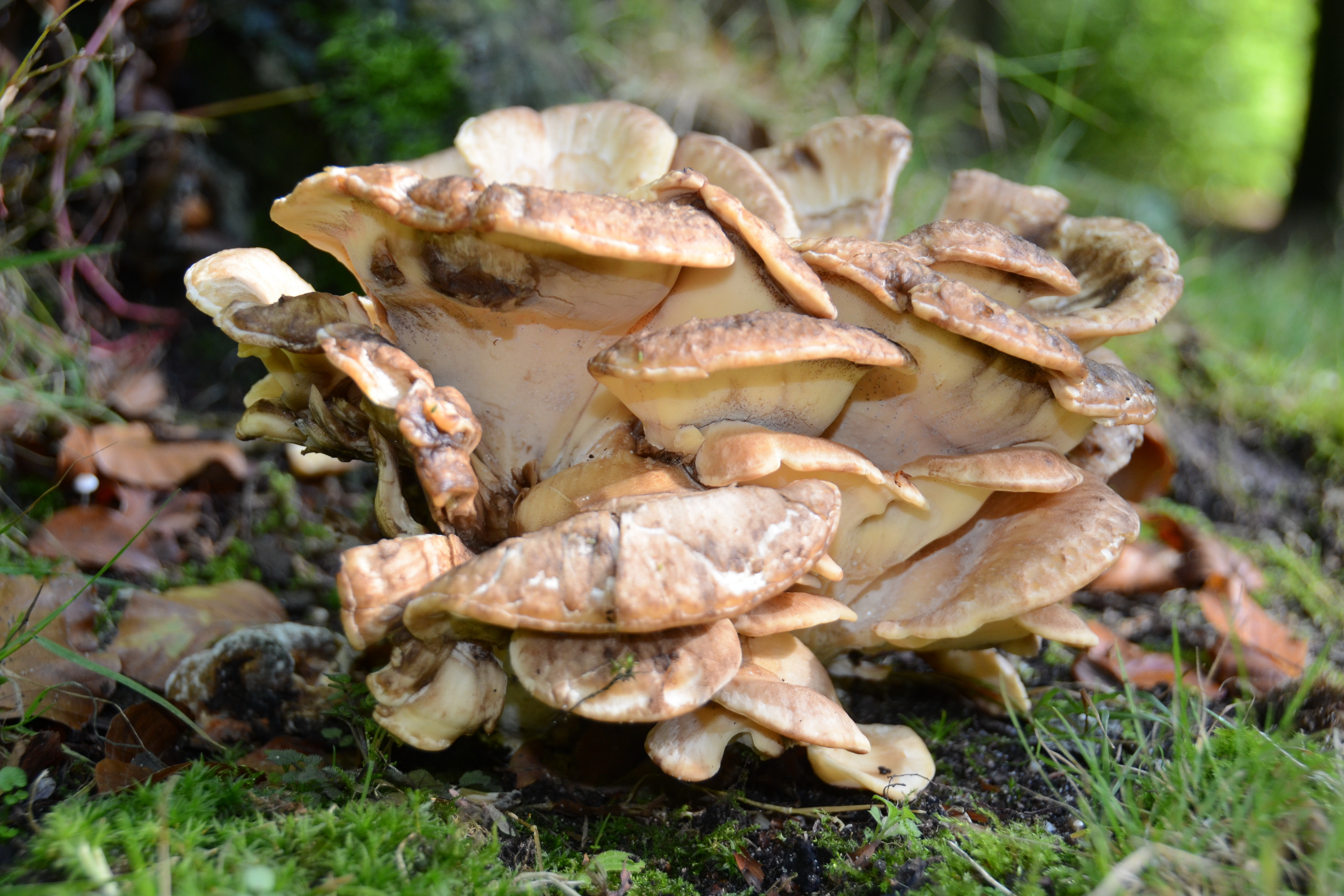
Reuzenzwam in jong stadium
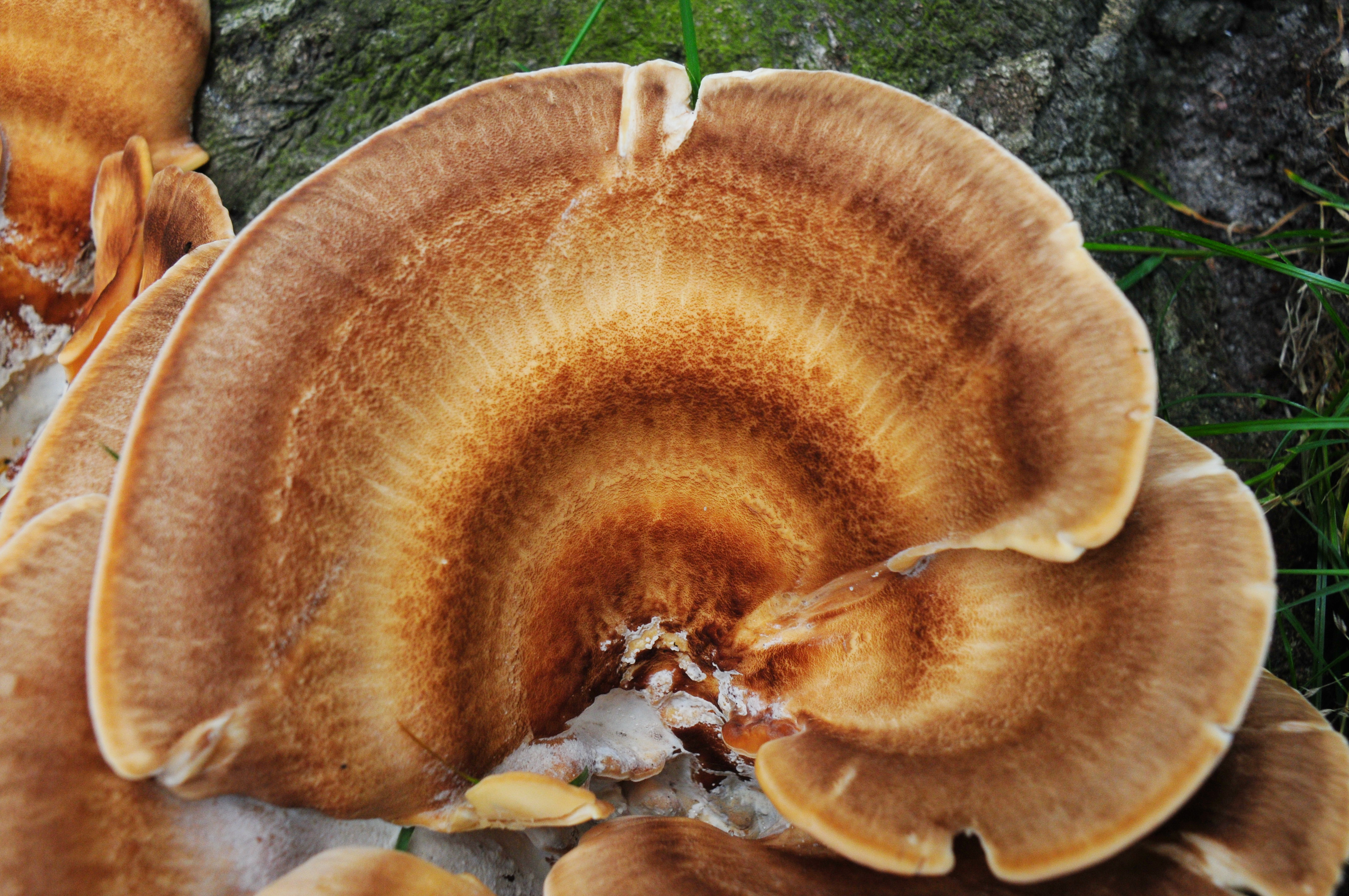
Bovenaanzicht oudere hoeden

De wittig-crème buisjes zijn tot tien millimeter lang. Per vierkante millimeter zijn er drie tot vijf witte tot crème poriën, die bij aanraking of beschadiging bruinzwart verkleuren. Het zachte, vezelige vlees is wittig-crème en geurt zwamachtig. Het sporenafdruk is wit gekleurd. De sporen zijn bolvormig tot ovaal of ellipsvormig. Ze meten doorgaans 6-6,5 × 5,5-6 micrometer (µm) en lijken glasachtig onder een microscoop.

### Gelijkende soorten
De eikhaas (Grifola frondosa) is een sympatrische, sterk gelijkende schimmelsoort. De hoeden zijn echter veel kleiner, grijzer en hebben grotere poriën. Bovendien verkleuren de buisjes niet bij kneuzing.

## Leefwijze

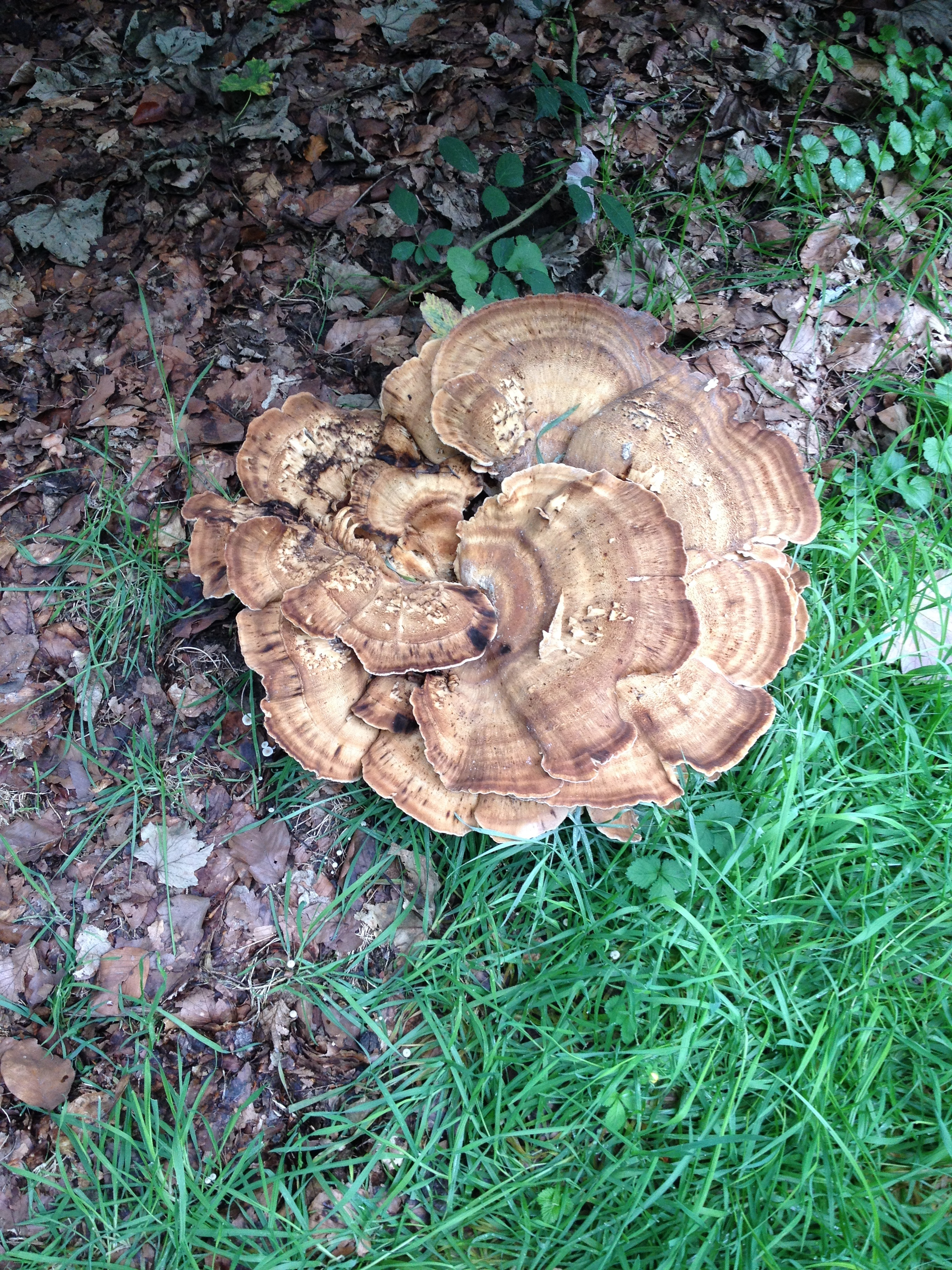
De zwam groeit vaak aan de voet van een boom, maar in sommige gevallen op een wortel wat verder weg.

De infectie van een boom begint meestal op een afgestorven hoofdwortel. De witrot beperkt zich voornamelijk tot de wortels, en dan met name op de onderzijde. De verminderde transport vanuit de wortels veroorzaakt vaak een uitgedunde bladerkroon. Door de aantasting kan het wortelstelsel in relatief korte tijd dermate aftakelen dat de boom omvalt.
In de zomer en herfst wordt het vruchtlichaam gevormd. Deze groeit voornamelijk aan de voet van de stam, maar wordt ook verder weg gevonden, waar de schimmel de wortels parasiteert. Het veroorzaakt witrot in vooral beuken en eiken, maar soms ook bij andere soorten loofbomen. De zwam is buiten Nederland en Vlaanderen ook aangetroffen op dennen, fijnsparren en larixen.

## Verspreiding
De reuzenzwam komt voor in het noordelijk halfrond van de Oude Wereld. Ze komt wijdverspreid voor in Europa. Verder is de reuzenzwam aangetroffen in Rusland, Iran en Turkije. Volgens veel veldgidsen en naslagwerken komt de soort ook voor in Noord-Amerika, maar dit betreft de verwante schimmel Meripilus sumstinei.

## Gebruik
De reuzenzwam wordt over het algemeen als oneetbaar beschouwd, vanwege het stugge vlees en de lichtzure smaak. Jongere exemplaren zijn smakelijker en worden naar verluidt in Japan gegeten. De reuzenzwam wordt regelmatig per vergissing gegeten wanneer ze wordt verward met de eetbare eikhaas.